# Buccaneer (Musiker)
Buccaneer (eigentlich Andrew Bradford; * 1974 in Jamaika) ist ein jamaikanischer Dancehall-Musiker.

## Leben
Andrew Bradford wuchs in Havendale, einem Vorort von Kingston auf. Seine Mutter ließ ihn zu der Zeit Piano und klassische Musik lernen. Die Familie musste später nach Waltham Park umziehen, einem der ärmeren Viertel Kingstons. Dort begann Bradford, sich bei lokalen Soundsystems als Deejay zu versuchen. Ein Freund gab ihm, angeregt durch ein buntes Piratenkostüm, das Bradford bei einem Auftritt trug, den Spitznamen Buccaneer (deutsch: Bukanier), der zu seinem Künstlernamen wurde.
Buccaneer entwickelte Anfang der 1990er eine Freundschaft zum Musiker und Produzenten Danny Browne und verbrachte einige Zeit in King Jammys Studio, wo er auch mit anderen Produzenten zusammenarbeitete. Im Jahr 1995 erschien Buccaneers Debütalbum Now There Goes The Neighbourhood. Es dauerte aber noch bis zum darauffolgenden Jahr, bis mit der Single Skettel Concerto der Durchbruch zum Erfolg in Jamaika gelang. Der Song bot mit Samples klassischer Musik und Buccaneers dramatischem Singjay-Stil eine eigenwillige Mischung. Das Stück erschien 1997 zusammen mit weiteren Songs in ähnlichem Stil, aber auch mit ganz direkten Dancehall-Stücken, die ebenso zu Buccaneers Repertoire gehören, auf dem nächsten Album Classic. Im Jahr 1998 folgte mit Da Opera Buccaneers drittes Album.
In der Folge betätigte Buccaneer sich auch als Musikproduzent, nahm aber auch weiter eigene Songs auf oder in Zusammenarbeit mit anderen Dancehall-Künstlern, wie beispielsweise Bounty Killer, Mr. Vegas und der Scare Dem Crew.

## Diskographie (Auswahl)
- Now There Goes The Neighbourhood (1995, VP Records)
- Classic (1997, Greensleeves)
- Da Opera (1998, VP Records)